# Thomas A. Trantum
Thomas (Tad) Adron Trantum (geboren am 25. Juli 1944 in Englewood (New Jersey)) ist amerikanischer Investmentbanker und Unternehmer. Er war von 1979 bis 1981 Mitglied der Regulierungsbehörde Interstate Commerce Commission.

## Leben
Thomas Trantum studierte von 1962 bis 1966 am College of Wooster. Er machte seinen Abschluss als B.A. in Wirtschaftswissenschaften. Anschließend studierte an der New York University bis 1968 und legte seinen Master of Business Administration ab. Dem Studium folgte von Juni 1968 bis zum April 1971 sein Militärdienst bei der U.S. Army Field Artillery.

## Wirken
Ab Juli 1971 bis Februar 1978 arbeitete er bei Wainwright Securities Inc. als Analyst. Anschließend wechselte er zu L. F. Rothschild, Unterberg, Towbin. Dort arbeitete er ebenfalls als Analyst, spezialisiert auf Fluggesellschaften und Speditionen. Am 16. Mai 1979 wurde der Republikaner von Präsident Jimmy Carter für den Sitz Rupert L. Murphy (Amtszeit bis zum 31. Dezember 1985) nominiert. Nach der Bestätigung durch den Senat legte er am 23. Juli 1979 seinen Amtseid ab. Zum 31. Juli 1981 beendete er seine Tätigkeit in der ICC. Hauptthema während seiner Amtszeit war die Deregulierung im Straßengüterverkehr. Sein Nachfolger wurde J. J. Simmons III.
Danach begann er wieder für L. F. Rothschild, Unterberg, Towbin zu arbeiten. Im Rahmen dieser Tätigkeit war er an der Finanzierung der Neugründung der Gulf and Mississippi Railroad 1985 beteiligt. Trantum wurde Chief Executive Officer dieser Bahngesellschaft, die 1986 an die Börse gebracht und im April 1988 von MidSouth übernommen wurde.
Von 1988 bis 1993 arbeitete er für das Investmentunternehmen J. C. Bradford & Co. Anschließend wechselte er in das Investmentunternehmen Mastrapasqua Asset Management. Bei diesem Unternehmen blieb er bis 2006. Von 2006 bis 2009 war er selbstständig. Danach folgte eine Tätigkeit beim Finanzberater und Versicherungsvermittler Waddell & Reed. Seit Juni 2018 ist er für Ameriprise Financial Services tätig.

## Varia
Thomas A. Trantum ist seit 1969 verheiratet und hat zwei Kinder.